# Wapen van Bergambacht
Het wapen van Bergambacht werd op 21 november 1985 bij Koninklijk Besluit aan de Zuid-Hollandse gemeente Bergambacht toegekend naar aanleiding van de gemeentelijke herindeling per 1 januari 1985, waarbij Ammerstol en Berkenwoude bij de gemeente werden gevoegd. Het wapen is samengesteld uit elementen van de wapens van deze drie voormalige gemeenten.  Het wapen bleef in gebruik tot op 1 januari 2015 de gemeente opging in de nieuw gevormde gemeente Krimpenerwaard. In het wapen van Krimpenerwaard werden in het derde kwartier drie wassenaars opgenomen, zoals voorkomend in het wapen van de voormalige gemeente Bergambacht, evenals in de wapens van Nederlek en Ouderkerk.

## Oorsprong
De oude gemeente Bergambacht is ontstaan uit twee afzonderlijke dorpen, te weten Bergambacht en 's Heeraartsberg. Aan deze gemeente werd op 24 december 1817 het wapengebruik door de Hoge Raad van Adel aan de gemeente bevestigd. Het oude wapen van 's Heeraartsberg zou de schuinbalk geweest zijn, terwijl de adelaar het oorspronkelijke wapen van Bergambacht zou zijn. De schuinbalk in het oude wapen is waarschijnlijk afgeleid van het wapen van de familie Van der Lede, heren van 's Heeraartsberg tot 1227. De herkomst van de adelaar is onbekend. In 1628 wordt voor Bergambacht als wapen een "zilveren arent op eenen rooden schilt" aangegeven.

## Blazoenering

### Wapen van 1817
De blazoenering van het wapen van 24 december 1817 is als volgt:
Parti, het eerste van keel beladen met een bande van zilver, het tweede mede van keel beladen met een arend van zilver.
De heraldische kleuren zijn keel (rood) en zilver (wit). Het schild is gedeeld (verticaal gehalveerd) met daarop heraldisch rechts een zilveren schuinbalk, en heraldisch links een zilveren arend. Het schild is onbekroond.
Dit wapen bleef ongewijzigd toen in 1857 Zuidbroek aan de gemeente werd toegevoegd.

### Wapen van 1985
De blazoenering van het wapen van 21 november 1985 is als volgt:
In keel een adelaar van zilver, beladen met drie wassenaars van sabel; in een golvende schildvoet van azuur een zalm van zilver. Het schild gedekt met een gouden kroon van drie bladeren en twee parels.
De heraldische kleuren zijn keel (rood), zilver (wit), sabel (zwart), azuur (blauw) en goud (geel). Het schild is bekroond met een gravenkroon.
Het wapen is samengesteld uit de wapens van de voormalige gemeenten Bergambacht, Ammerstol en Berkenwoude. Het rode veld met de zilveren adelaar is afkomstig van Bergambacht, het blauw en de zalm uit de schildvoet van Ammerstol en de wassenaars (of wassende manen) van Berkenwoude (en naastgelegen buurtschap Zuidbroek). Dit was het derde aangepaste ontwerp, na eerder afgekeurde ontwerpen. Deze ontwerpen waren als volgt:
- eerste ontwerp: schild van keel met een zilveren schuinbalk beladen met drie wassenaars en een zalm in de schildvoet, de adelaar ontbrak op dit ontwerp. Afgekeurd door de gemeenteraad;
- tweede ontwerp: gedeeld schild van azuur en keel met een adelaar en wassenaars, de zalm ontbrak op dit ontwerp. Afgekeurd door de gemeenteraad;
- derde ontwerp: als het uiteindelijke wapen van 1985, maar dan met de zalm direct onder de adelaar. Afgekeurd door de Hoge Raad van Adel, waarna de zalm in de schildvoet werd geplaatst.

## Verwante wapens

Wapen van Ammerstol, met de zalm
Wapen van Zuidbroek, met drie wassenaars
Wapen van Berkenwoude, eveneens met drie wassenaars
Wapen van gemeente Krimpenerwaard, met de drie wassenaars

## Vergelijkbare wapens
Wat betreft de zilveren (of witte) adelaar op een achtergrond van keel vertoont het wapen gelijkenis (maar is niet verwant) met het nationale wapen van Polen.

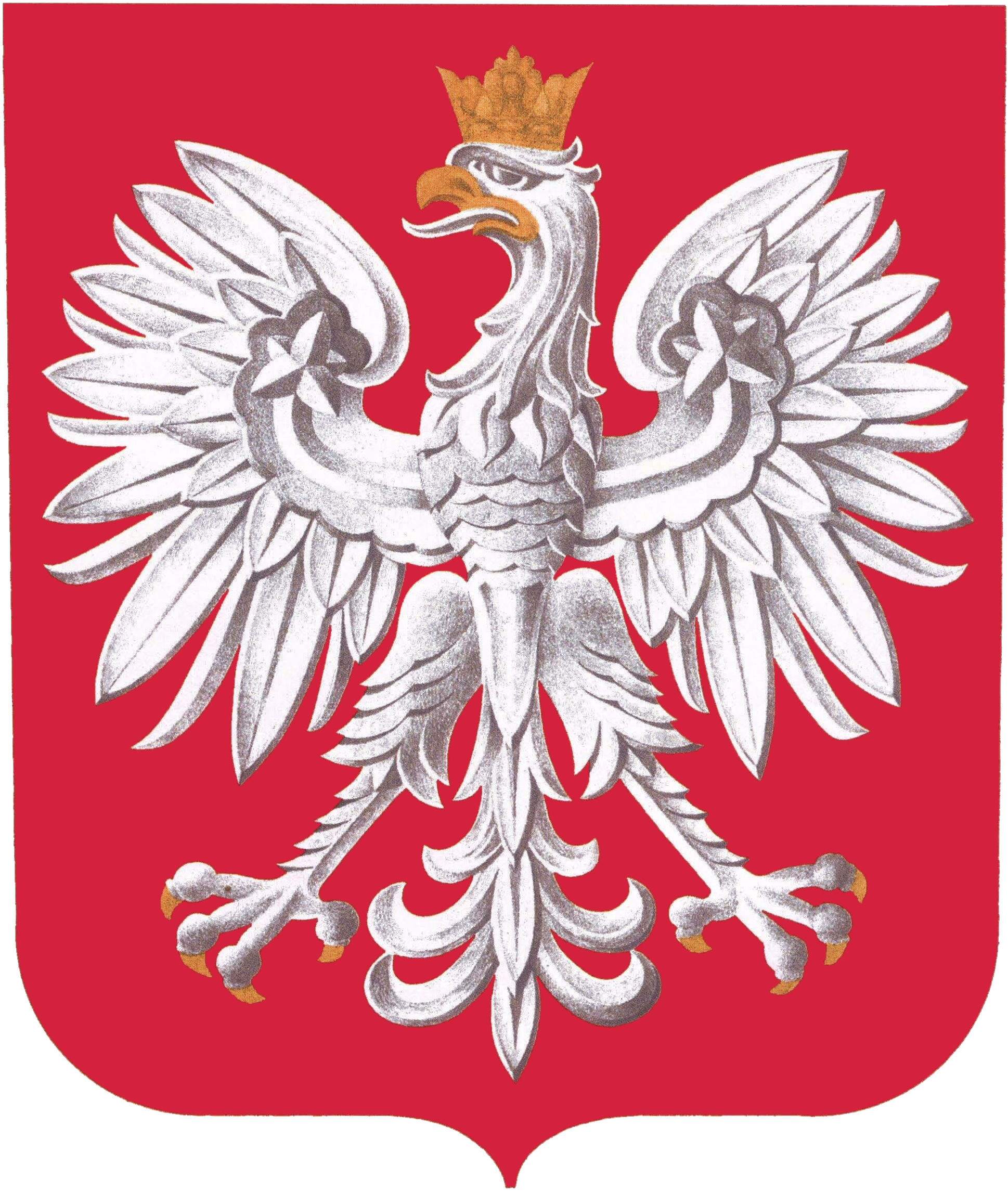
Wapen van Polen